# Aursfjorden
69°18′20.761″N 18°36′56.945″Ø / 69.30576694°N 18.61581806°Ø
Aursfjorden er en fjordarm af Malangen i Balsfjord og Målselv kommuner i Troms og Finnmark fylke i Norge. Fjorden kaldes også Sørfjorden. Kommunegrænsen følger fjorden, som er 9,5 km lang, fra indløbet mellem Storvikneset og Aursnes, til Aursfjordbotn inderst i fjorden.
Et godt stykke inde  på vestsiden af fjorden ligger bygden Keianes, mens bygden Aursfjord ligger på den modsatte side fjorden. 
Fv184 går langs østsiden af fjorden.